# 2023-as rövid pályás úszó-Európa-bajnokság
A 2023-as rövid pályás úszó-Európa-bajnokságot december 5. és 10. között rendezték Otopeni-ben, Romániában. Az Eb-n 42 versenyszámban avattak Európa-bajnokot.

## A magyar versenyzők eredményei
| Érem  | Versenyző         | Versenyszám          | Dátum             |
| ----- | ----------------- | -------------------- | ----------------- |
| Ezüst | Szabó Szebasztián | Férfi 50 m gyors     | 2023. december 7. |
| Ezüst | Szabó Szebasztián | Férfi 50 m pillangó  | 2023. december 9. |
| Bronz | Késely Ajna       | Női 800 m gyors      | 2023. december 6. |
| Bronz | Késely Ajna       | Női 1500 m gyors     | 2023. december 8. |
| Bronz | Márton Richárd    | Férfi 200 m pillangó | 2023. december 8. |

## Eredmények
- WR – világcsúcs;
- ER – Európa-csúcs;
- CR – Európa-bajnoki csúcs
- A dőlt betűvel jelölt versenyzők a váltók előfutamában szerepeltek.

### Férfi
| Versenyszám          | Arany | Arany              | Ezüst | Ezüst    | Bronz | Bronz    |
| -------------------- | --- | ------------------ | --- | -------- | --- | -------- |
| 50 m gyorsúszás      | Benjamin Proud · Nagy-Britannia | 20,18 ER, CR       | Florent Manaudou · Franciaország · Szabó Szebasztián · Magyarország                                                                                                 | 20,74    | – |          |
| 100 m gyorsúszás     | Maxime Grousset · Franciaország | 45,46              | Alessandro Miressi · Olaszország | 45,51    | David Popovici · Románia | 46,05    |
| 200 m gyorsúszás     | Matthew Richards · Nagy-Britannia | 1:41,01            | James Guy · Nagy-Britannia | 1:41,12  | Danas Rapšys · Litvánia | 1:41,15  |
| 400 m gyorsúszás     | Daniel Wiffen · Írország | 3:35,47            | Danas Rapšys · Litvánia | 3:37,80  | Lucas Henveaux · Belgium | 3:37,91  |
| 800 m gyorsúszás     | Daniel Wiffen · Írország | 7:20,46 WR, ER, CR | David Aubry · Franciaország | 7:30,32  | Mihajlo Romancsuk · Ukrajna | 7:31,20  |
| 1500 m gyorsúszás    | Daniel Wiffen · Írország | 14:09,11           | David Aubry · Franciaország | 14:21,78 | Mihajlo Romancsuk · Ukrajna | 14:22,18 |
| 50 m hátúszás        | Mewen Tomac · Franciaország | 22,84              | Ole Braunschweig · Németország | 23,00    | Lorenzo Mora · Olaszország · Thierry Bollin · Svájc                                                                             | 23,10    |
| 100 m hátúszás       | Mewen Tomac · Franciaország | 49,72              | Yohann Ndoye-Brouard · Franciaország | 49,96    | Lorenzo Mora · Olaszország · Andrei Ungur · Románia                                                                             | 50,04    |
| 200 m hátúszás       | Lorenzo Mora · Olaszország | 1:48,43            | Luke Greenbank · Nagy-Britannia | 1:48,53  | Mewen Tomac · Franciaország | 1:48,55  |
| 50 m mellúszás       | Nicolò Martinenghi · Olaszország | 25,66              | Simone Cerasuolo · Olaszország | 25,83    | Huseyin Emre Sakci · Törökország                                                                                                | 25,90    |
| 100 m mellúszás      | Arno Kamminga · Hollandia | 56,52              | Nicolò Martinenghi · Olaszország | 56,57    | Caspar Corbeau · Hollandia | 56,66    |
| 200 m mellúszás      | Caspar Corbeau · Hollandia | 2:02,41            | Anton McKee · Izland | 2:02,74  | Arno Kamminga · Hollandia | 2:03,32  |
| 50 m pillangóúszás   | Noè Ponti · Svájc | 21,79              | Szabó Szebasztián · Magyarország | 21,96    | Maxime Grousset · Franciaország                                                                                                 | 22,06    |
| 100 m pillangóúszás  | Noè Ponti · Svájc | 48,47 ER, CR       | Maxime Grousset · Franciaország | 49,00    | Jacob Peters · Nagy-Britannia                                                                                                   | 49,98    |
| 200 m pillangóúszás  | Noè Ponti · Svájc | 1:49,71            | Alberto Razzetti · Olaszország | 1:50,10  | Márton Richárd · Magyarország                                                                                                   | 1:52,12  |
| 100 m vegyesúszás    | Bernhard Reitshammer · Ausztria | 51,39              | Noè Ponti · Svájc | 51,62    | Andreas Vazaios · Görögország                                                                                                   | 51,91    |
| 200 m vegyesúszás    | Duncan Scott · Nagy-Britannia | 1:50,98            | Alberto Razzetti · Olaszország | 1:53,09  | Danas Rapšys · Litvánia | 1:53,49  |
| 400 m vegyesúszás    | Alberto Razzetti · Olaszország | 3:57,01 CR         | Duncan Scott · Nagy-Britannia | 4:00,17  | Apostolos Papastamos · Görögország                                                                                              | 4:05,19  |
| 4 × 50 m gyorsváltó  | Nagy-Britannia · Benjamin Proud (20,56) · Matt Richards (20,50) · Alexander Cohoon (20,99) · Lewis Burras (20,47) · Duncan Scott                    | 1:22,52            | Olaszország · Leonardo Deplano (21,05) · Lorenzo Zazzeri (20,50) · Thomas Ceccon (20,98) · Alessandro Miressi (20,61) · Giovanni Izzo                               | 1:23,14  | Görögország · Kristian Gkolomeev (21,15) · Stergios Marios Bilas (21,02) · Apostolos Christou (20,58) · Andreas Vazaios (20,52) | 1:23,27  |
| 4 × 50 m vegyesváltó | Olaszország · Lorenzo Mora (22,98) · Nicolò Martinenghi (25,32) · Thomas Ceccon (22,05) · Lorenzo Zazzeri (20,43) · Federico Poggio · Giovanni Izzo | 1:30,78            | Nagy-Britannia · Oliver Morgan (23,48) · Archie Goodburn (26,20) · Jacob Peters (22,20) · Matt Richards (20,72) · Jonathon Adam · Edward Mildred · Alexander Cohoon | 1:32,60  | Hollandia · Jesse Puts (24,53) · Caspar Corbeau (25,50) · Sean Niewold (22,39) · Kenzo Simons (20,61) · Thom de Boer            | 1:33,03  |

### Női
| Versenyszám          | Arany | Arany    | Ezüst | Ezüst    | Bronz | Bronz       |
| -------------------- | --- | -------- | --- | -------- | --- | ----------- |
| 50 m gyorsúszás      | Michelle Coleman · Svédország | 23,52    | Béryl Gastaldello · Franciaország | 23,71    | Julie Kepp Jensen · Dánia | 23,89       |
| 100 m gyorsúszás     | Béryl Gastaldello · Franciaország | 51,48    | Anna Hopkin · Nagy-Britannia | 51,66    | Freya Anderson · Nagy-Britannia | 52,10       |
| 200 m gyorsúszás     | Freya Anderson · Nagy-Britannia | 1:52,16  | Barbora Seemanová · Csehország | 1:52,66  | Freya Colbert · Nagy-Britannia | 1:54,07     |
| 400 m gyorsúszás     | Simona Quadarella · Olaszország | 3:59,50  | Anastasiia Kirpichnikova · Franciaország | 3:59,56  | Valentine Dumont · Belgium | 4:00,84     |
| 800 m gyorsúszás     | Anastasiya Kirpichnikova · Franciaország | 8:08,48  | Simona Quadarella · Olaszország | 8:14,83  | Késely Ajna · Magyarország | 8:18,73     |
| 1500 m gyorsúszás    | Anastasiya Kirpichnikova · Franciaország | 15:20,12 | Simona Quadarella · Olaszország | 15:37,05 | Késely Ajna · Magyarország | 15:51,34    |
| 50 m hátúszás        | Kira Toussaint · Hollandia | 25,82    | Louise Hansson · Svédország | 26,23    | Analia Pigrée · Franciaország | 26,28       |
| 100 m hátúszás       | Kira Toussaint · Hollandia | 55,88    | Medi Harris · Nagy-Britannia | 56,81    | Mary-Ambre Moluh · Franciaország | 57,10       |
| 200 m hátúszás       | Medi Harris · Nagy-Britannia | 2:02,45  | Katie Shanahan · Nagy-Britannia | 2:03,22  | Pauline Mahieu · Franciaország | 2:03,90     |
| 50 m mellúszás       | Benedetta Pilato · Olaszország | 28,86    | Eneli Jefimova · Észtország | 29,12    | Jasmine Nocentini · Olaszország | 29,41       |
| 100 m mellúszás      | Eneli Jefimova · Észtország | 1:03,21  | Benedetta Pilato · Olaszország | 1:03,76  | Tes Schouten · Hollandia | 1:04,04     |
| 200 m mellúszás      | Tes Schouten · Hollandia | 2:16,09  | Thea Blomsterberg · Dánia | 2:19,54  | Kristýna Horská · Csehország | 2:19,63     |
| 50 m pillangóúszás   | Benedetta Pilato · Olaszország | 28,86 CR | Eneli Jefimova · Észtország | 29,12    | Jasmine Nocentini · Olaszország · Nagy-Britannia · Imogen Clark                                                                                             | 29,41       |
| 100 m pillangóúszás  | Louise Hansson · Svédország | 55,37    | Angelina Köhler · Németország | 55,50    | Anna Ntountounaki · Görögország | 55,98       |
| 200 m pillangóúszás  | Angelina Köhler · Németország | 2:03,30  | Helena Rosendahl Bach · Dánia | 2:03,86  | Lana Pudar · Bosznia-Hercegovina | 2:04,55 EJR |
| 100 m vegyesúszás    | Charlotte Bonnet · Franciaország | 57,47    | Béryl Gastaldello · Franciaország | 57,67    | Louise Hansson · Svédország | 58,33       |
| 200 m vegyesúszás    | Abbie Wood · Nagy-Britannia | 2:05,58  | Charlotte Bonnet · Franciaország | 2:06,58  | Lena Kreundl · Ausztria | 2:06,89     |
| 400 m vegyesúszás    | Abbie Wood · Nagy-Britannia | 4:27,45  | Freya Colbert · Nagy-Britannia | 4:29,04  | Ellen Walshe · Írország | 4:29,64     |
| 4 × 50 m gyorsváltó  | Svédország · Sara Junevik (24,31) · Michelle Coleman (23,29) · Louise Hansson (23,95) · Sofia Åstedt (24,05) · Klara Thormalm · Hanna Bergman                   | 1:35,60  | Olaszország · Silvia Di Pietro (24,39) · Costanza Cocconcelli (24,21) · Chiara Tarantino (24,20) · Sara Curtis (24,12)                        | 1:36,92  | Nagy-Britannia · Anna Hopkin (23,97) · Freya Anderson (24,23) · Lucy Hope (24,49) · Medi Harris (24,50)                                                     | 1:37,19     |
| 4 × 50 m vegyesváltó | Svédország · Louise Hansson (26,47) · Sophie Hansson (28,96) · Sara Junevik (24,76) · Michelle Coleman (23,07) · Klara Thormalm · Emmy Hällkvist · Sofia Åstedt | 1:43,26  | Olaszország · Costanza Cocconcelli (26,87) · Benedetta Pilato (28,75) · Silvia Di Pietro (25,19) · Jasmine Nocentini (23,16) · Anita Bottazzo | 1:43,97  | Sablon:Country data GBR2 Kathleen Dawson (26,97) Imogen Clark (28,66) Keanna Macinnes (25,69) Anna Hopkin (23,35) Kara Hanlon Laura Stephens Freya Anderson | 1:44,67     |

### Mixváltók
| Versenyszám         | Arany | Arany      | Ezüst | Ezüst   | Bronz | Bronz   |
| ------------------- | --- | ---------- | --- | ------- | --- | ------- |
| 4 × 50 m mix gyors  | Nagy-Britannia · Benjamin Proud (20,39) · Lewis Burras (20,69) · Anna Hopkin (22,95) · Freya Anderson (23,72) · Alexander Cohoon · Lucy Hope              | 1:27,75 CR | Olaszország · Alessandro Miressi (20,87) · Lorenzo Zazzeri (20,48) · Jasmine Nocentini (23,39) · Silvia di Pietro (23,54) · Leonardo Deplano · Giovanni Izzo · Sara Curtis  | 1:28,28 | Franciaország · Maxime Grousset (21,04) · Florent Manaudou (20,50) · Charlotte Bonnet (23,54) · Beryl Gastaldello (23,27) · Stanislas Huille · Analia Pigrée · Pauline Mahieu | 1:28,35 |
| 4 × 50 m mix vegyes | Olaszország · Lorenzo Mora (23,01) · Nicolo Martinenghi (24,87) · Silvia di Pietro (25,32) · Jasmine Nocentini (23,38) · Matteo Rivolta · Federico Poggio | 1:36,58    | Franciaország · Mewen Tomac (22,83) · Florent Manaudou (25,70) · Beryl Gastaldello (24,92) · Charlotte Bonnet (23,69) · Stanislas Huille · Mary-Ambre Moluh · Analia Pigrée | 1:37,14 | Hollandia · Kira Toussaint (26,17) · Caspar Corbeau (25,83) · Tessa Giele (25,30) · Kenzo Simons (20,56) · Arno Kamminga · Sean Niewold · Valerie van Roon                    | 1:37,86 |